# Manuela Carmena
Manuela Carmena Castrillo (Madrid, 9 febbraio 1944) è una politica, scrittrice e magistrata spagnola.
Giudice emerita della Corte Suprema di Spagna, dopo essersi candidata con la lista Ahora Madrid è stata eletta sindaco della capitale spagnola alle votazioni del 13 giugno 2015. Il 15 giugno 2019, Carmena cessa di essere sindaco della città in seguito alla mancanza di un'alleanza per poter essere riconfermata a tale carica, in seguito ai risultati delle elezioni amministrative del 26 maggio dello stesso anno.

## Biografia
Nata nel 1944, si laureò in giurisprudenza nel 1965. Durante la dittatura di Francisco Franco si occupò di difendere i diritti dei lavoratori e detenuti e co-fondò uno studio legale specializzato in diritto del lavoro legato alle Commissioni Operaie, che nel 1977 (dopo la morte di Franco) fu bersaglio della Matanza de Atocha ("massacro di Atocha"). Fu anche un membro del Partito Comunista di Spagna. Successivamente, come giudice, iniziò una battaglia per prevenire la corruzione giudiziaria. Nel 1986 ricevette il premio nacional derechos humanos ("premio nazionale per i diritti umani").
Fu membro del Consiglio Generale del Potere Giudiziario (CGPJ), su proposta del partito Sinistra Unita, e fondatrice dell'associazione progressista Giudici per la Democrazia. Giudice della vigilanza penitenziaria e capo della prima corte di vigilanza penitenziaria di Madrid, fu eletta giudice decano di Madrid in 1993.
Si ritirò dall'attività giudiziaria nel 2010, ed è attualmente membro del Patronato de la Fundación Alternativas, un think tank correlata al PSOE, assieme ad altri membri come l'ex presidente socialista Felipe González o José Luis Rodríguez Zapatero.